# Еспіноса-де-лос-Монтерос
Еспіноса-де-лос-Монтерос (ісп. Espinosa de los Monteros) — муніципалітет в Іспанії, у складі автономної спільноти Кастилія-і-Леон, у провінції Бургос. Населення — 2094 особи (2010).
Муніципалітет розташований на відстані близько 300 км на північ від Мадрида, 80 км на північ від Бургоса.
На території муніципалітету розташовані такі населені пункти: (дані про населення за 2010 рік)
- Барсенас: 70 осіб
- Еспіноса-де-лос-Монтерос: 1637 осіб
- Пара: 28 осіб
- Кінтана-де-лос-Прадос: 42 особи
- Санта-Олалья: 33 особи
- Ріо-де-ла-Сія: 113 осіб
- Ріо-де-Лунада: 40 осіб
- Ріо-Труеба: 65 осіб
- Ріосеко: 66 осіб

## Демографія
Динаміка населення (INE ):

## Галерея зображень

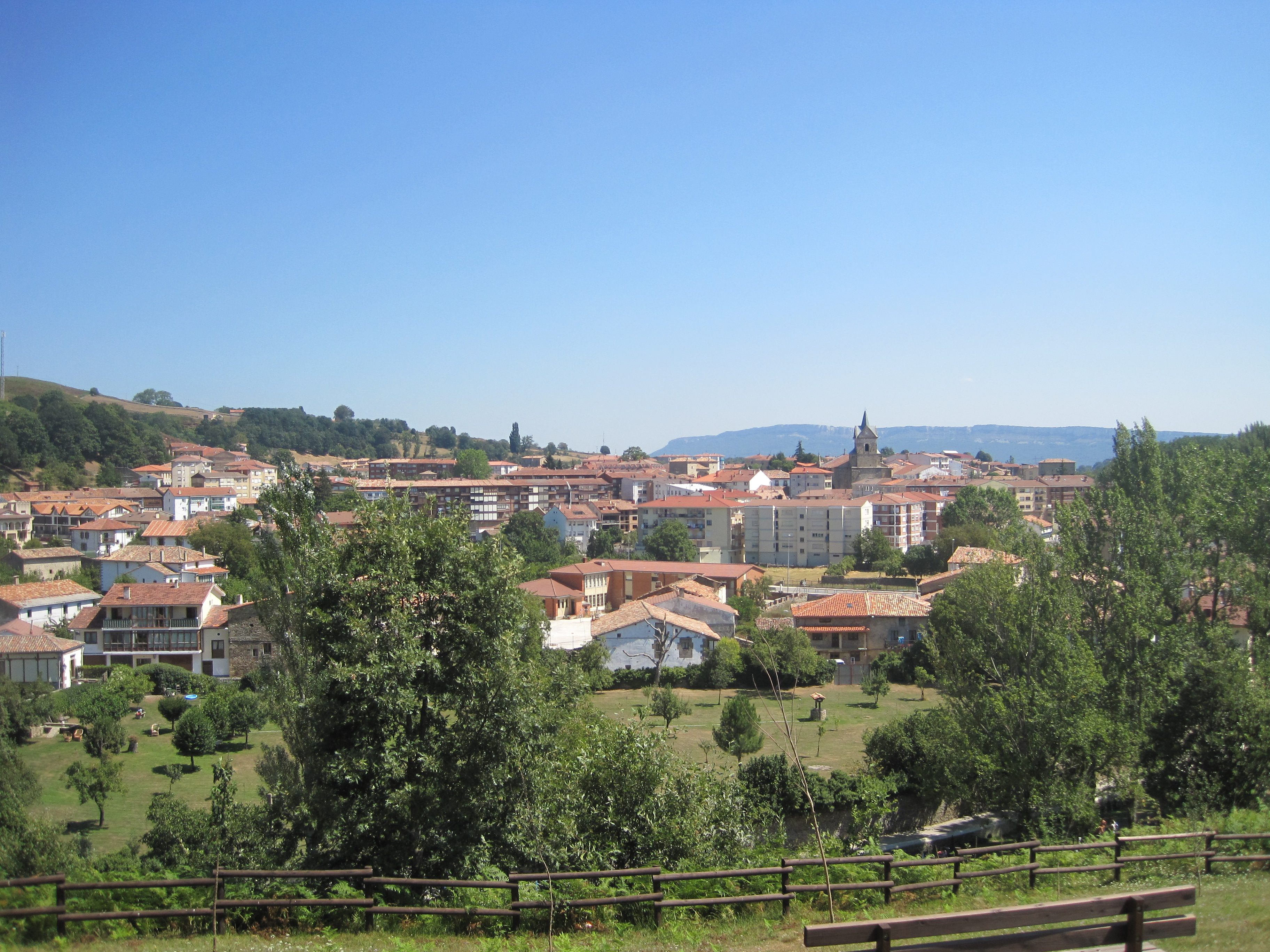
Еспіноса